# Élections municipales israéliennes de 2024
Les élections municipales israéliennes de 2024 ont lieu le 27 février 2024 afin de renouveler les conseillers municipaux ainsi que les maires d'Israël.

## Contexte
Initialement prévue pour le 31 octobre 2023, les élections sont reportées à plusieurs reprises, une première fois au 30 janvier 2024, puis au 27 février suivant, en raisons de l'attaque du Hamas qui déclenche la guerre de Gaza depuis 2023.